# Кипар на Дечјој песми Евровизије
Кипар је десет пута учествовао на Дечјој песми Евровизије.

## Представници
| Година    | Извођач(и)                             | Песма                          | Пласман          | Поени            |
| --------- | -------------------------------------- | ------------------------------ | ---------------- | ---------------- |
| 2003      | Theodora Rafti                         | Mia efhi                       | 14               | 16               |
| 2004      | Marios Tofi                            | Oneira                         | 8                | 61               |
| 2005      | Rena Kiriakidi                         | Tsirko                         | Одустали су      | Одустали су      |
| 2006      | Louis Panagiotou & Christina Christofi | Agoria koritsia                | 8                | 58               |
| 2007      | Yiorgos Ioannides                      | I mousiki dinei ftera          | 14               | 29               |
| 2008      | Elena Mannouri & Charis Savva          | Gioupi gia                     | 10               | 46               |
| 2009      | Rafaella Kosta                         | Thalassa, Helios, Aeras, Fotia | 11               | 32               |
| 2010–2013 | Није учествовала                       | Није учествовала               | Није учествовала | Није учествовала |
| 2014      | Sofia Patsalides                       | I pio omorfi mera              | 9                | 69               |
| 2015      | Није учествовала                       | Није учествовала               | Није учествовала | Није учествовала |
| 2016      | Giorgos Michailidis                    | Dance Floor                    | 16               | 27               |
| 2017      | Nicole Nicolaou                        | I Wanna Be a Star              | 16               | 45               |
| 2018–2023 | Није учествовала                       | Није учествовала               | Није учествовала | Није учествовала |
| 2024      | Maria Pissarides                       | Crystal Waters                 | 13               | 60               |
| 2025      |                                        |                                |                  |                  |

## Организовање Дечје песме Евровизије
| Година | Град    | Место одржавања                  | Водитељ(и)                      |
| ------ | ------- | -------------------------------- | ------------------------------- |
| 2008   | Лимасол | Спирос Кипријану атлетски центар | Софија Параскева и Алекс Михаел |